# Ashley Spencer
Ashley Spencer (Indianapolis, 8 giugno 1993) è un'ostacolista e velocista statunitense.

## Palmarès
| Anno | Manifestazione    | Sede           | Evento      | Risultato  | Prestazione | Note                                             |
| ---- | ----------------- | -------------- | ----------- | ---------- | ----------- | ------------------------------------------------ |
| 2012 | Mondiali juniores | Barcellona     | 400 m piani | Oro        | 50"50       | Record dei campionati                            |
| 2012 | Mondiali juniores | Barcellona     | 4×400 m     | Oro        | 3'30"01     | Miglior prestazione mondiale stagionale under 20 |
| 2013 | Mondiali          | Mosca          | 400 m piani | Semifinale | 51"80       |                                                  |
| 2013 | Mondiali          | Mosca          | 4×400 m     | Oro        | 3'20"41     | Miglior prestazione personale stagionale         |
| 2016 | Mondiali indoor   | Portland       | 400 m piani | Argento    | 51"72       |                                                  |
| 2016 | Mondiali indoor   | Portland       | 4×400 m     | Oro        | 3'26"38     | Miglior prestazione mondiale stagionale          |
| 2016 | Giochi olimpici   | Rio de Janeiro | 400 m hs    | Bronzo     | 53"72       | Miglior prestazione personale                    |
| 2017 | World Relays      | Nassau         | 4×400 m     | Oro        | 3'24"36     | Miglior prestazione mondiale stagionale          |
| 2019 | Mondiali          | Doha           | 400 m hs    | 6ª         | 54"45       |                                                  |